# Gia tốc nền cực đại
Gia tốc nền cực đại hay gia tốc cực đại nền (Peak ground acceleration-PGA) là giá trị gia tốc nền tối đa trong quá trình rung chuyển động đất tại một địa điểm. Gia tốc nền cực đại bằng biên độ của gia tốc tuyệt đối lớn nhất được ghi lại trên gia tốc tại một địa điểm trong một trận động đất cụ thể.